# Los Lladresos
Los Lladresos és un indret del terme municipal de Talarn, al Pallars Jussà.
Estan situats al sud-est de la vila de Talarn, en els costers que des de la vila baixen cap a la Noguera Pallaresa. Estan separats de Talarn per la via del ferrocarril i la carretera C-13.